# Maurice Godelier
Maurice Godelier (ur. 28 lutego 1934) – francuski antropolog społeczny, posiada wykształcenie filozoficzne. 
Główny reprezentant antropologii marksistowskiej, znanej także pod nazwami: marksizm strukturalny oraz neomarksizm francuski. Szczególnie zainteresowany antropologią ekonomiczną (wpływ kapitalizmu na społeczeństwo tradycyjne), antropologią polityczną oraz takimi zjawiskami jak pokrewieństwo i gender. Jego dorobek uznawany jest za znaczący dla nauk społecznych w ogóle. Jego najważniejszym opracowaniem na gruncie antropologii jest zbiór esejów Perspectives in Marxist anthropology. 
Prowadził długoletnie (między 1966 a 1988 r.) badania terenowe wśród zamieszkującego Papuę-Nową Gwineę ludu Baruya, zaliczanego (wraz z m.in. ludem Sambia) do grupy „etnicznej” Anga.

## Książki
- 1969 Rationalitie et Irrationalite en Economie (Rationality and Irrationality in Economics 1972)
- 1973 Horizon, trajets marxistes en anthropologie (Perspectives in Marxist anthropology 1977)
- 1982 La production des Grands Hommes. Pouvoir et domination masculine chez les Baruya de Nouvelle Guinée (The Making of Great Men. Male domination and Power among the New Guinea Baruya 1986).
- 1988 The Mental and the Material
- 1991 Big Men and Great Men (red. wraz z Marilyn Strathern).
- 1996 L'énigme du don (The Enigma of the Gift 1998).
- 1998 La Production du corps. Approches anthropologiques et historiques and Le Corps humain, supplicié, possédé, cannibalisé (red. z Michel Panoff)

## Prace po polsku
- Zagadka daru, Kraków 2010
- Idee i materia. Myśl, gospodarka, społeczeństwo, Kraków 2012
- Jakie relacje społeczne tworzą społeczeństwo? [w:] Francuska antropologia kulturowa wobec problemów współczesnego świata, red. A. Chwieduk, A. Pomieciński, Warszawa 2008, s. 43-60.